# Poison (album Bell Biv DeVoe)
Poison è il primo album del gruppo musicale statunitense Bell Biv DeVoe, pubblicato il 20 marzo 1990.

## Descrizione
L'album è pubblicato dalla MCA su LP, musicassetta e CD. Quest'ultimo formato contiene come decima traccia la "Extended Club Version" del brano Poison.

## Tracce

### Lato A
1. Dope!
2. B.B.D. (I Thought It Was Me)?
3. Let Me Know Something?!
4. Do Me!
5. Ronnie, Bobby, Ricky, Mike, Ralph and Johnny (Word to the Mutha)!

### Lato B
1. Poison
2. Ain't Nut'in' Changed!
3. When Will I See You Smile Again?
4. I Do Need You